# 中共中央秘书处机关旧址
中共中央秘书处机关旧址又稱中共中央秘书处机关（阅文处）旧址，是1930年至1931年6月期間的中共中央秘书处机关阅文（阅批文件）场所，也是中共中央政治局的开会地点，是一栋二层砖木结构的石库门房子，建筑面积263平方米，位於中華民國上海市戈登路1141号（現位於中華人民共和國上海市靜安區江宁路673弄10号）。该房屋首先被中共中央秘书处文书科科长张唯一租下作為办公场所，辦公文件也存放於此。1931年初，中央秘书处工作人员张纪恩继续租下该房屋並擔任閱文處主任，其妻张越霞則住在楼下。
1931年4月，顾顺章在汉口被捕後叛变，周恩来将中共中央秘书处机关、中共中央阅文处的两大箱辦公文件以及领导人转移至別處。1931年6月23日，公共租界巡捕房查抄戈登路1141号，张纪恩夫妇被捕。张纪恩隨後被判5年徒刑。
中華人民共和國建國後，1982年5月，张纪恩與前中央秘书处工作人员黄玠然確認江宁路673弄10号為中共中央秘书处机关旧址。2017年12月，中共中央秘书处机关旧址被列為静安区文物保护单位。舊址於2021年6月10日對外開放。對外開放後的中共中央秘书处机关旧址内的部分桌椅、沙发、茶几、皮箱由张纪恩和张越霞后人捐赠。2023年6月27日，中共中央秘书处机关旧址纪念馆正式开馆。